# Bundesallee (Berlin)

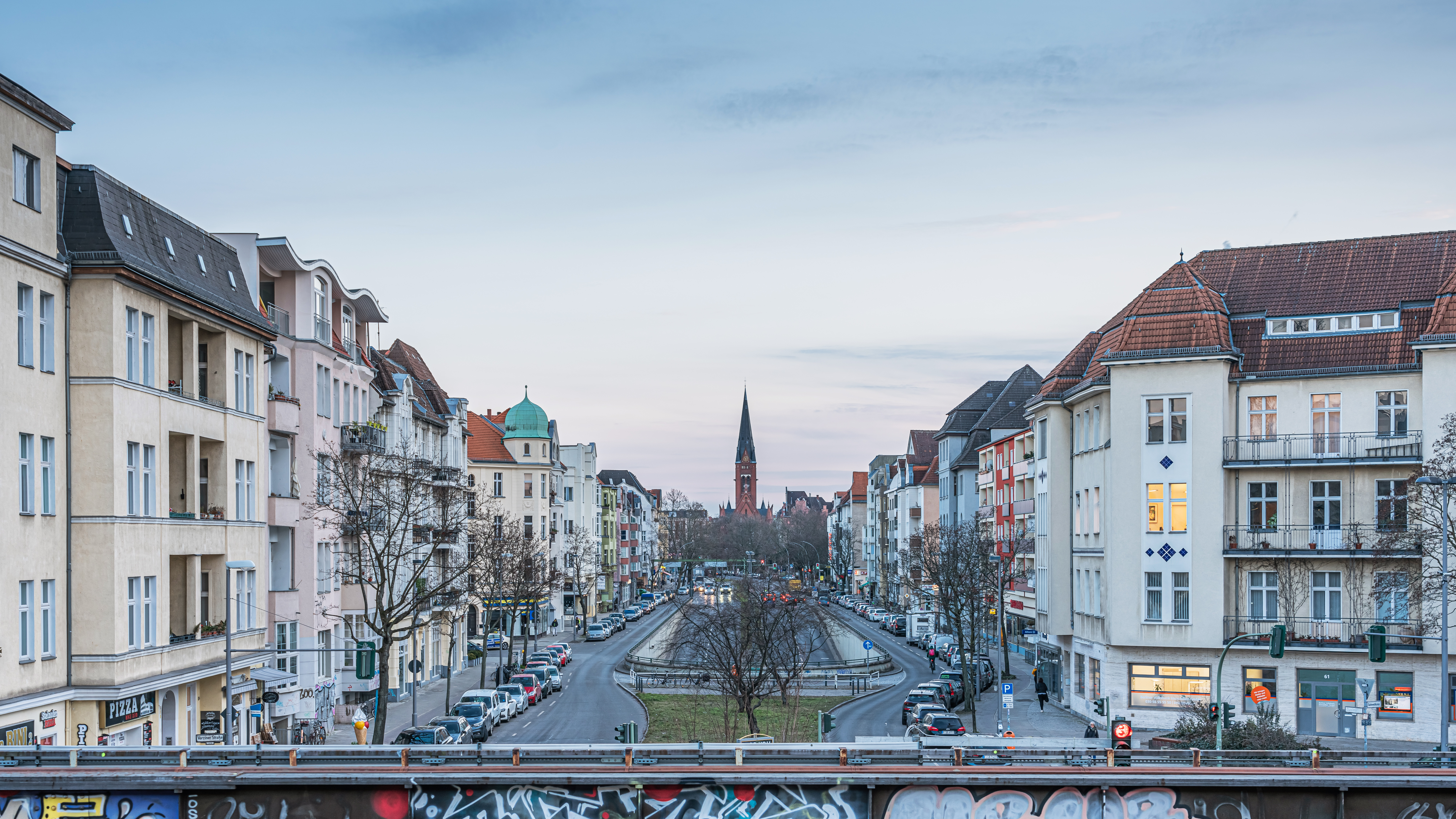
Die Bundesallee zwischen dem Bundesplatz und der im Hintergrund zu sehenden Kirche Zum Guten Hirten

Die Bundesallee (bis 1950: Kaiserallee) ist eine rund 3,7 Kilometer lange Straße in den Berliner Ortsteilen Wilmersdorf und Friedenau, die als Hauptverkehrsachse das westliche Berliner Stadtzentrum mit den südwestlichen Stadtteilen verbindet.

## Verlauf
Die Bundesallee verläuft in Nord-Süd-Richtung von der Ortsteilgrenze zu Charlottenburg, wo sie ab der Schaperstraße die Joachimsthaler Straße fortsetzt. In Höhe der Spichernstraße kreuzen der Hohenzollerndamm und die Nachodstraße und bilden den Mittelpunkt der Wilmersdorfer „Carstenn-Figur“, eines städtebaulichen Merkmals, bei dem die Bundesallee das Zentrum eines umlaufenden Straßenzugs bildet. Dieser ovale Straßenzug wird von vier Plätzen eingefangen (Fasanen-, Nürnberger, Prager und Nikolsburger Platz). Vorbei an der Trautenau- und Güntzelstraße unterqueren die Hauptfahrbahnen der Bundesallee im Wilmersdorfer Tunnel die Berliner und die Badensche Straße, um in Höhe des Volksparks Wilmersdorf wieder das normale Straßenniveau zu erreichen. Hinter der Einmündung der Hildegard- und Durlacher Straße unterqueren die Hauptfahrbahnen nunmehr den Bundesplatz und kommen in Friedenau in Höhe der Ortrudstraße ebenfalls wieder auf das Normalniveau. Hinter dem Friedrich-Wilhelm-Platz knickt der Straßenverlauf leicht ab, um nach Überquerung der Stubenrauch-/Handjerystraße (die hier den halbrunden Straßenzug der Friedenauer „Carstenn-Figur“ darstellen) am Walther-Schreiber-Platz an der Grenze zu Steglitz zu enden. Hier mündet die Bundesallee am sogenannten „Rheineck“ in die Rheinstraße und die Schloßstraße.
Die Bundesallee wird auf ihrer gesamten Länge von der U-Bahn-Linie U9 unterfahren. Folgende U-Bahnhöfe liegen direkt an der Bundesallee:
- Spichernstraße,
- Güntzelstraße,
- Berliner Straße (Kreuzung mit der Linie U7),
- Bundesplatz (Kreuzung mit der Ringbahn),
- Friedrich-Wilhelm-Platz und
- Walther-Schreiber-Platz.

## Geschichte

### Kaiserstraße
Die Straße wurde zwischen 1872 und 1874 unter dem Namen Kaiserstraße angelegt. Ihre Hauptaufgabe bestand darin, die damals noch eigenständige Stadt Charlottenburg mit den noch unbebauten Parzellen in Wilmersdorf und der schnell wachsenden Villenkolonie Groß-Lichterfelde zu verbinden. Die Parzellen in Wilmersdorf wie die Villenkolonie wurden von dem Hamburger Unternehmer Johann Anton Wilhelm von Carstenn entwickelt, der auch den Bau der Straße finanzierte. Bis 1877 wurde die Straße in voller Länge fertiggestellt. Allerdings begann die Kaiserstraße nicht an der Ortsteilgrenze, sondern verlief noch ein kleines Stück weiter nach Nordosten zur Tauentzienstraße.

### Kaiserallee
Der südliche Abschnitt der Kaiserstraße ab der Grenze wurde am 16. März 1888, genau eine Woche nach dem Tod von Kaiser Wilhelm I., in Kaiserallee umbenannt. Der nördliche Abschnitt erhielt dagegen den Namen Rankestraße. Im Juli 1890 eröffnete das Berliner Dampfstraßenbahn-Konsortium die erste Straßenbahnlinie durch die Kaiserallee vom Bahnhof Zoologischer Garten nach Steglitz. Die Kaiserallee erhielt schnell den gewünschten Status einer Nord-Süd-Achse im westlichen Berliner Raum. Im Jahr 1945 hatte das Amtsgericht Wilmersdorf kurzzeitig seinen Sitz im Gebäude Kaiserallee 35.
Ein herausstechendes Gebäude an der Straße war vor dem Zweiten Weltkrieg das 1927 nach Entwurf des Architekten Friedrich Lipp fertiggestellte Kino Beba-Palast Atrium (Bundesallee 178/179 Ecke Berliner Straße), dessen Fassade entfernt an das römische Kolosseum erinnerte. Bauherr des Großkinos mit 2025 Plätzen war der Kinounternehmer Herbert Polke. Es besaß eine Bühne, einen Orchestergraben und eine Welte-Kinoorgel. Die Bestuhlung war aus Mahagoniholz und mit kardinalrotem Stoff bezogen, über dem Saal befand sich eine beleuchtete Kuppel. Bei den alliierten Luftangriffen von 1943 wurde das Gebäude durch Bomben schwer beschädigt und brannte aus. Nur der untere Teil der Fassade stand noch, die Ruine wurde 1953 abgetragen.
Der Kinderroman wie auch der darauf aufbauende Film Emil und die Detektive spielen hauptsächlich im Café Josty an der Kaiserallee Ecke Trautenaustraße, in dem der Autor Erich Kästner auch den Roman schrieb. Heute befindet sich dort eine Tankstelle.

### Bundesallee

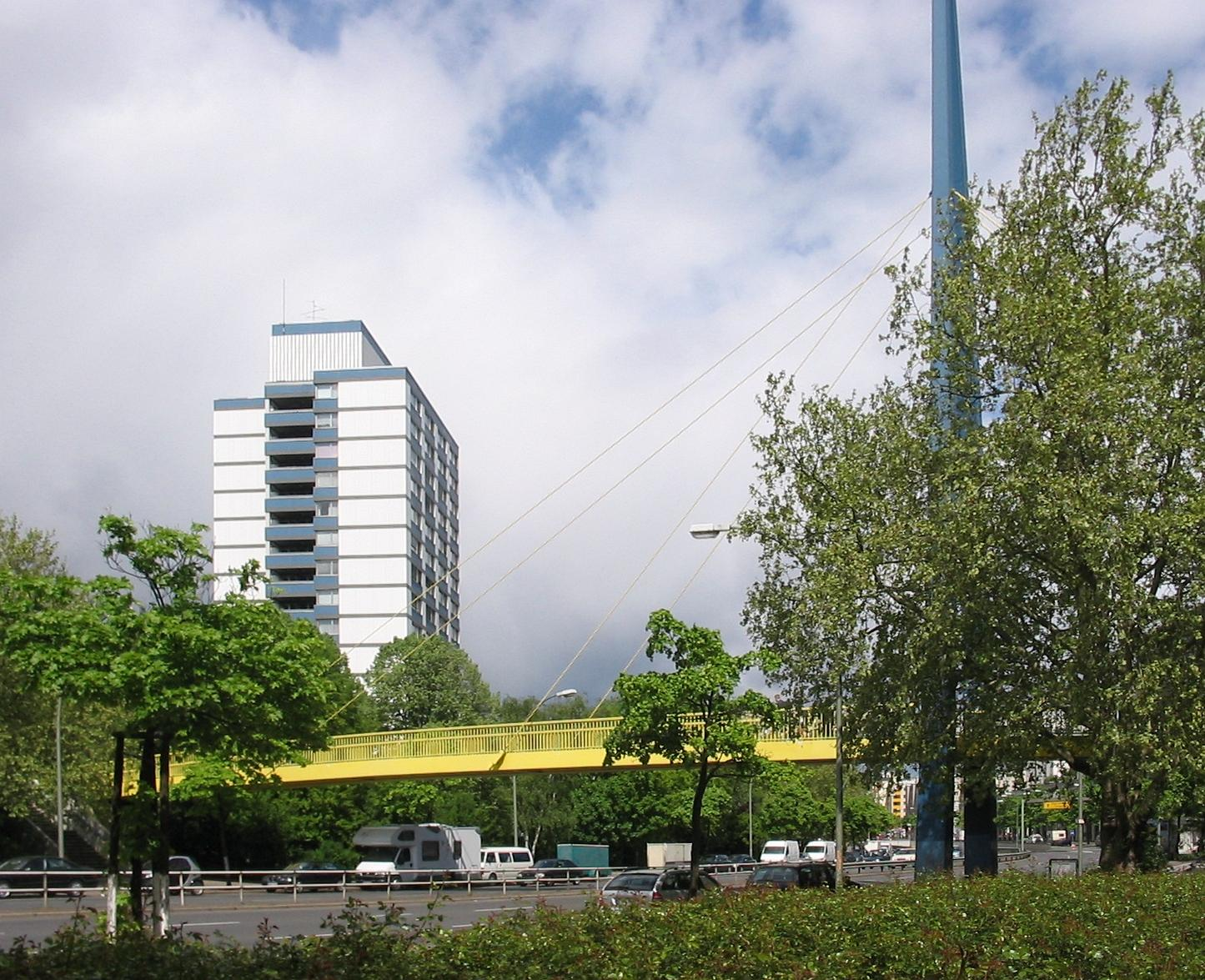
Volksparksteg von 1971. Die Schrägseilbrücke verbindet den Volkspark Wilmersdorf über der Bundesallee

Die Zerstörungen durch den Zweiten Weltkrieg waren erheblich. Im Abschnitt zwischen Spichernstraße und Wilhelmsaue waren fast alle Häuser zu Ruinen geworden. Anlässlich der Einweihung des Bundeshauses wurde die Kaiserallee am 18. Juli 1950 zwischen Ranke- und Spichernstraße durch den damaligen Bundeskanzler Konrad Adenauer in Bundesallee umbenannt. Das Bundeshaus beherbergte von seiner Einweihung bis zum Jahr 1990 die Bevollmächtigten der Bundesregierung in Berlin.
In den 1960er Jahren wurde die Bundesallee unter Herausnahme der Straßenbahn in Abschnitten autobahnähnlich ausgebaut. Beispielhaft hierfür sind die beiden Tunnel am Bundesplatz und unter der Berliner Straße. In diesem Zusammenhang wurde die Straßenführung der Bundesallee am Friedrich-Wilhelm-Platz so umgestaltet, dass die ursprüngliche Angerform des Platzes durch die tangentiale Verlegung der Bundesallee mit einem „Knick“ am südlichen Ende (vor dem Portal der im neugotischen Stil errichteten evangelischen Kirche Zum Guten Hirten) verlorengegangen ist. Auch der Walther-Schreiber-Platz wurde den neuen Verkehrsansprüchen entsprechend umgestaltet. Aus diesem Grund wurde die Randbebauung der Bundesallee beim Wiederaufbau auffallend schmucklos gehalten.
In zwei Abschnitten wurde die Linie G (heute: Linie U9) der Berliner U-Bahn angelegt. Die Eröffnung der U-Bahn-Strecke von Norden bis zur Station Spichernstraße erfolgte am 28. August 1961, die Verlängerung bis zum U-Bahnhof Walther-Schreiber-Platz wurde am 29. Januar 1971 in Betrieb genommen.
In ihrem in den 1960er Jahren geschaffenen Zustand, ist die Bundesallee unverändert von erheblicher Bedeutung für den innerstädtischen Verkehr, und nur verhältnismäßig langsam wird eine Abkehr von der autogerechten Stadt vollzogen, wie beispielsweise durch das bis 2018 fertiggestellte „Quartier Bundesallee“ (Bundesallee Ecke Nachodstraße).

## Prominente Anwohner der Bundesallee

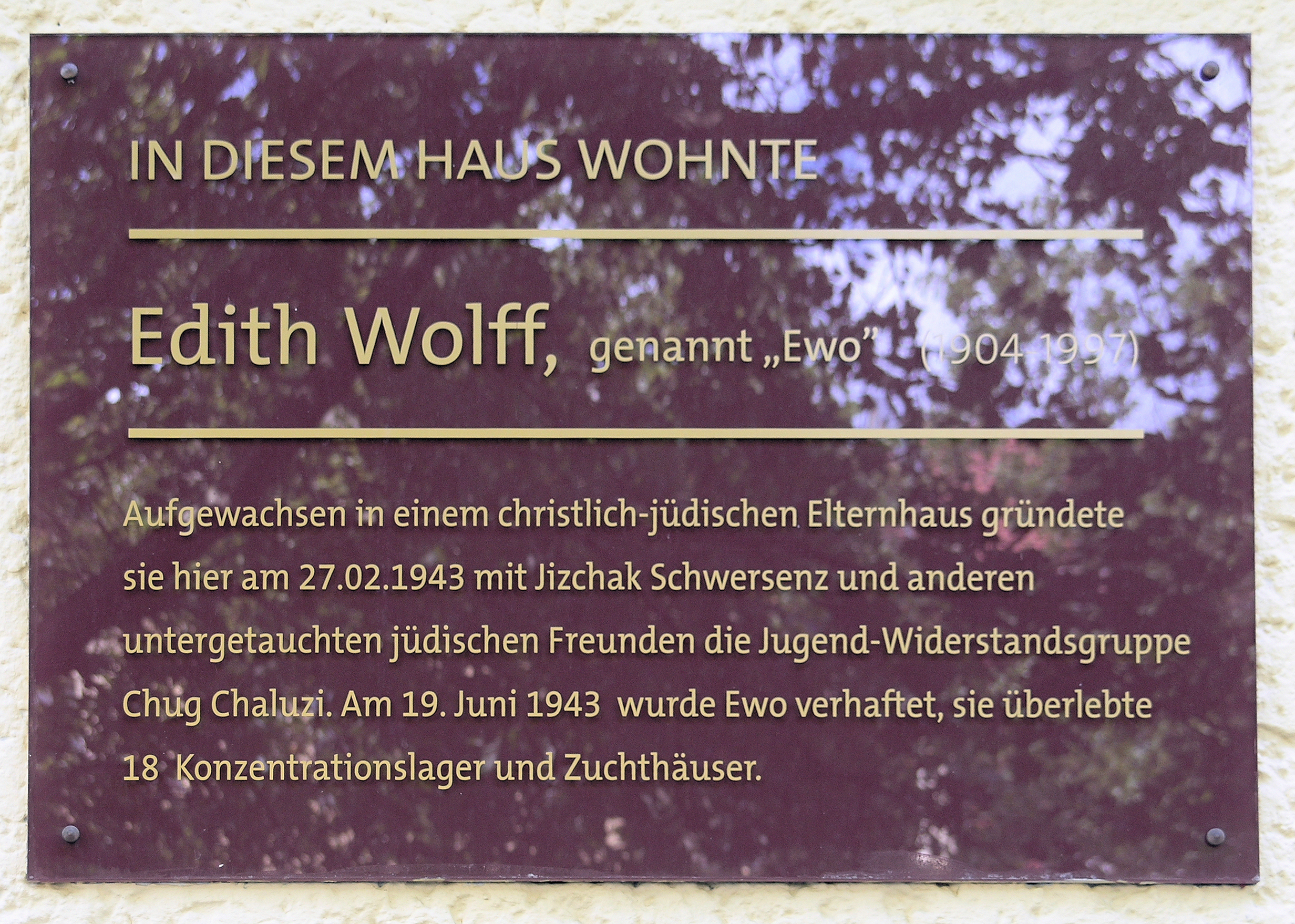
Gedenktafel am Haus Bundesallee 79

- Der Unternehmer und Mäzen James Simon wohnte von 1927 bis 1932 in der Kaiserallee 25 (Ecke Trautenaustraße). Berlin verdankt ihm u. a. die Büste der Nofretete (Gedenktafel);
- Der Filmregisseur Arnold Fanck wohnte um 1931 in der Kaiserallee 33/34;
- Die Schauspielerin Marlene Dietrich wohnte 1929 in der Kaiserallee 54 (Gedenktafel);
- Der Schriftsteller Georg Hermann wohnte in der Kaiserallee 68 und 108;
- Der Berliner Theaterkritiker Friedrich Luft lebte in der Kaiserallee 74;
- Der Satiriker und Schriftsteller Kurt Tucholsky wohnte in der Kaiserallee 79 (Gedenktafel);
- Die Widerstandskämpferin Edith Wolff, wohnte in der Kaiserallee 79 (Gedenktafel);
- Der Stummfilmstar Asta Nielsen wohnte in den 1920er Jahren in der Kaiserallee 203.